# Daphnis et Chloé (Longus)
Pour les articles homonymes, voir Daphnis et Chloé.

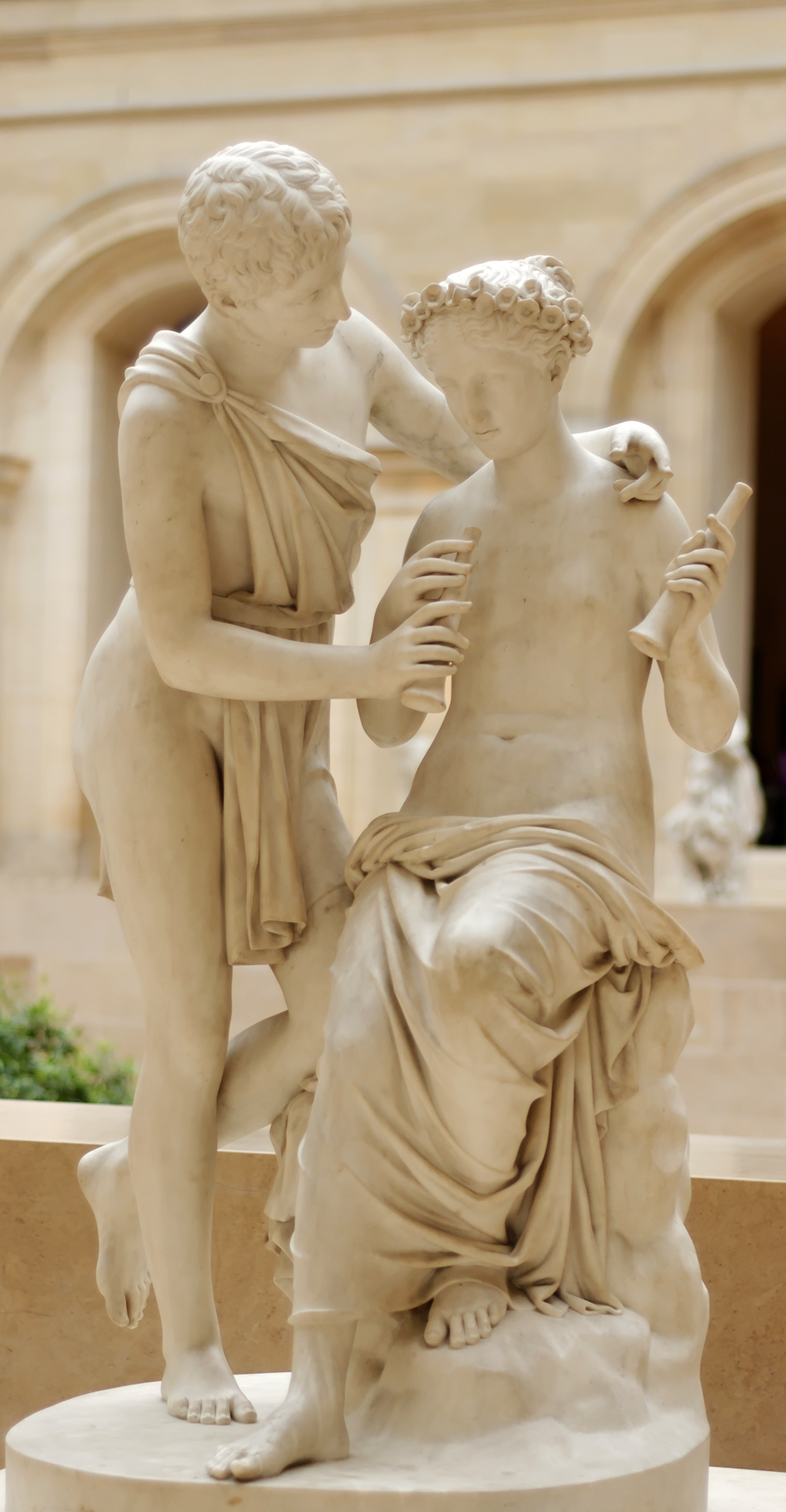
Daphnis et Chloé de Jean-Pierre Cortot, 1824. Musée du Louvre.

Daphnis et Chloé est un roman grec attribué à Longus, auteur dont on ne sait pratiquement rien, et daté du IIe ou IIIe siècle de l'ère commune. Il s'agit d'une pastorale en prose, ou roman bucolique, dont le thème est la naissance et les progrès de l'amour entre deux adolescents. 
Derrière une apparente simplicité, ce roman mène une réflexion importante sur les rapports entre la nature et la culture.

## L’auteur

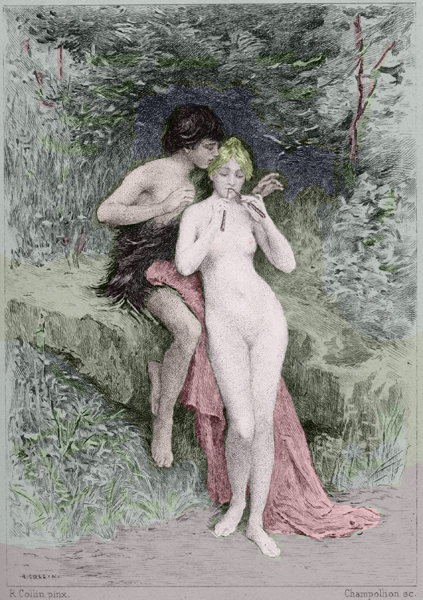
Raphaël Collin, Daphnis et Chloé. Estampe, 1890.

Daphnis et Chloé est présenté sur les manuscrits comme un ensemble de « pastorales de Longus ». Mais nous ne savons rien de Longus et les quelques conjectures faites à son sujet découlent en grande partie d'un transfert des caractéristiques (peut-être fictives) du narrateur du récit, qui s'exprime à la première personne, à la biographie de l'auteur.
Dans le prologue du roman, ce narrateur se présente comme un chasseur (la chasse est alors un loisir de riche citadin[réf. nécessaire]) qui découvre un jour par hasard, sur l'île de Lesbos, « dans un bois consacré aux Nymphes » un tableau représentant une allégorie de l'Amour. Il se le fait expliquer par un guide local, puis décide de composer un récit sur le même sujet. 
Par ailleurs, la curiosité dont il fait preuve dans le sanctuaire semble montrer qu’il s’agit d’un homme cultivé.[réf. nécessaire]
On a pu s’interroger[réf. nécessaire] sur son origine. Ses remarques sur l’île de Lesbos paraissent être le fait d’un étranger.

## Vue d'ensemble

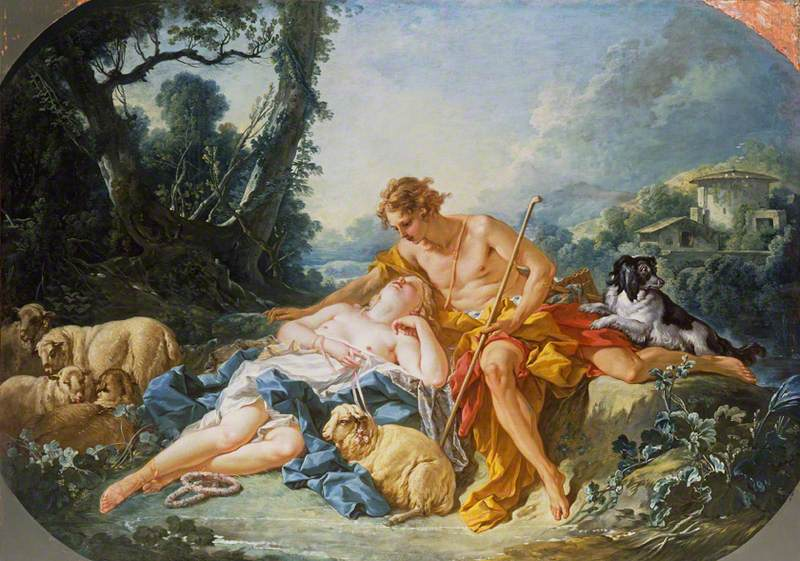
Daphnis racontant le conte Echo à Chloe. (François Boucher, 1743, The Wallace Collection, Londres).

### Un roman bucolique
Le roman est fortement inspiré par la poésie bucolique, notamment par les Idylles de Théocrite (vers 310-vers 250). En fait, il s'agit d'une transposition en prose des thèmes de ce genre poétique. Le personnage de Daphnis (son nom même) est un archétype du berger, récurrent dans les œuvres bucoliques depuis la fin de l'époque hellénistique, sans qu'il soit une transposition directe de Daphnis, fils d'Hermès[pas clair].
Le sujet de Daphnis et Chloé se distingue des autres romans grecs par son décor bucolique, et non pas citadin, et par l’ironie constante[pas clair] qui président au déroulement de l’action.

### Synopsis
C'est avant tout une éducation sentimentale qui est décrite tout au long du récit. 
Les deux protagonistes vivent à la campagne, près de la cité de Mytilène sur l'île de Lesbos. Daphnis est un jeune chevrier, enfant trouvé par des bergers dans un bosquet de laurier, d'où son nom qui vient du mot grec ancien δάφνη (daphnè), « laurier »). Chloé est une bergère, également enfant trouvée. 
Grandissent dans un décor pastoral, ils s’éprennent l’un de l’autre, mais de multiples rebondissements les empêchent d'accomplir leur amour. 
Le dénouement relève des conventions de la comédie : ils sont tous deux reconnus par leurs parents respectifs, qui sont de riches personnages de Mytilène, amis de toujours, et qui vont les marier.

## Résumé

### Livre I
Daphnis, allaité par une chèvre, est trouvé et adopté par un chevrier nommé Lamon. Deux ans plus tard, Chloé, allaitée par une brebis, est trouvée et adoptée par Dryas, un berger voisin de Lamon. Les deux bébés sont trouvés avec des objets de reconnaissance (tuniques, bijoux…) indiquant leurs conditions supérieures. Daphnis a quinze ans et Chloé en a treize lorsque le dieu Amour, apparaissant à Lamon et Dryas en rêve, scelle l’amour qui unira les deux enfants trouvés.

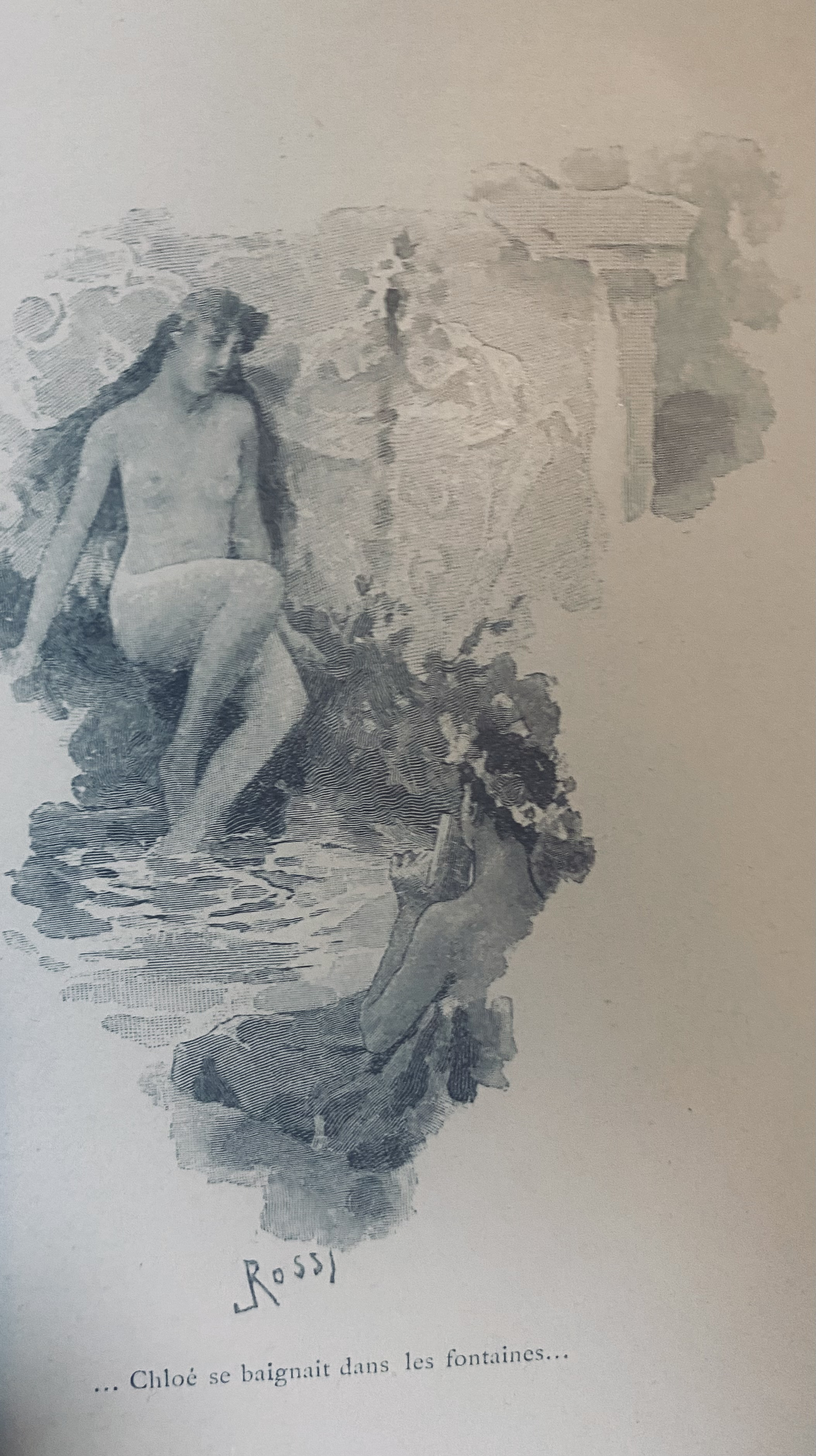
, Chloé se baignant.in Daphnis et Chloé, Trad. d'Amyot et Paul-Louis Courier, ill. Luigi Rossini et Luigi Conconi, Paris, Flammarion,1892.

Alors que Daphnis et Chloé gardent les troupeaux de leurs parents adoptifs, Daphnis tombe un jour dans un trou en poursuivant un bouc. Couvert de boue, il se lave dans une source et Chloé, naïve, admire la beauté de son corps nu. Les tourments de l’amour commencent à la toucher sans qu’elle les comprenne : sentiment d’un feu intérieur, perte d’appétit et difficultés à trouver le sommeil. Peu après, Dorcon, un jeune bouvier amoureux de Chloé et plus téméraire que Daphnis, essaie de séduire la jeune fille. Alors que Daphnis et Dorcon se disputent au sujet de leur beauté respective, Chloé est prise pour arbitre avec, comme prix pour le vainqueur, un baiser de la bergère. Après une argumentation méthodique de chacun des deux hommes, Chloé choisit Daphnis et l’embrasse, ce qui éveille des sentiments chez le jeune homme. À son tour, il commence à être atteint par les tourments de l’amour. Ils s’aiment sans arriver à se l’avouer, mais osent s’embrasser de temps en temps. À la fin de la saison, des pirates arrivent et pillent la région en tuant Dorcon. Daphnis est emporté, mais le bateau pirate coule et le jeune homme rejoint la côte en s’accrochant à une vache, tandis que les pillards se noient.

### Livre II
À l’automne, Daphnis et Chloé participent au pressage du raisin puis reprennent leurs activités pastorales. Un vieil homme nommé Philétas vient à leur rencontre pour leur annoncer qu’il a rêvé du dieu Amour qui est à l’origine de leurs tourments. Philétas leur révèle que le seul remède face à ces tourments est d’être souvent ensemble, de s’embrasser et « de dormir nus l’un à côté de l’autre ». Dès lors, Daphnis et Chloé n’hésitent plus à s’embrasser mais ne savent pas comment interpréter le dernier conseil de Philétas. Le jeune couple passe ainsi une journée entière allongé par terre, nu, sans que rien se passe.

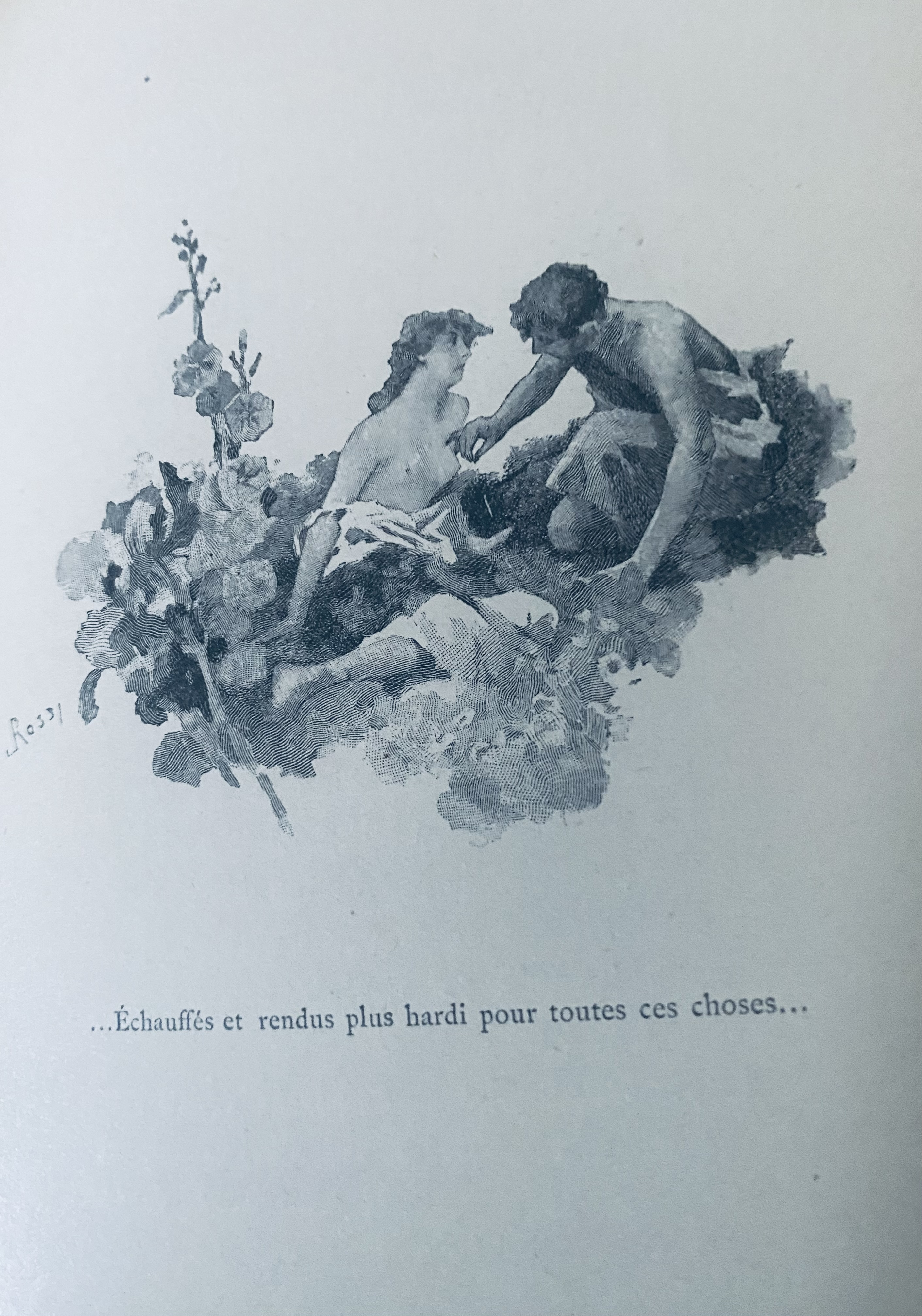
Illustration par Luigi Rossi de Daphnis et Chloé, Flammarion, 1892.

Peu après, un bateau venu de Méthymne accoste près des pâturages de Daphnis. De jeunes et riches Méthymniens viennent chasser le lièvre dans la région. À cause d’une chèvre de Daphnis, le bateau part à la dérive avec toutes les richesses qu’il contient. Les Méthymniens, constatant leur perte, s’en prennent à Daphnis, mais celui-ci est vigoureusement défendu par le village, et les Méthymniens sont chassés du territoire. Quelque temps plus tard, Méthymne se venge et envoie une flotte pour piller Mytilène. Les chèvres et les brebis, ainsi que Chloé, sont emportées par les pillards. Daphnis se retrouve seul et désespéré, et demande aux Nymphes pastorales de lui venir en aide. Ces dernières entendent son appel et le dieu Pan intervient en bloquant les amarres des navires pillards et en intimant au stratège de l’expédition, par le biais d’un rêve, l’ordre de relâcher Chloé, ainsi que les brebis et les chèvres. Libérée, Chloé revient auprès de Daphnis avec le troupeau. Les deux amoureux se jurent fidélité jusqu’à la mort.

### Livre III

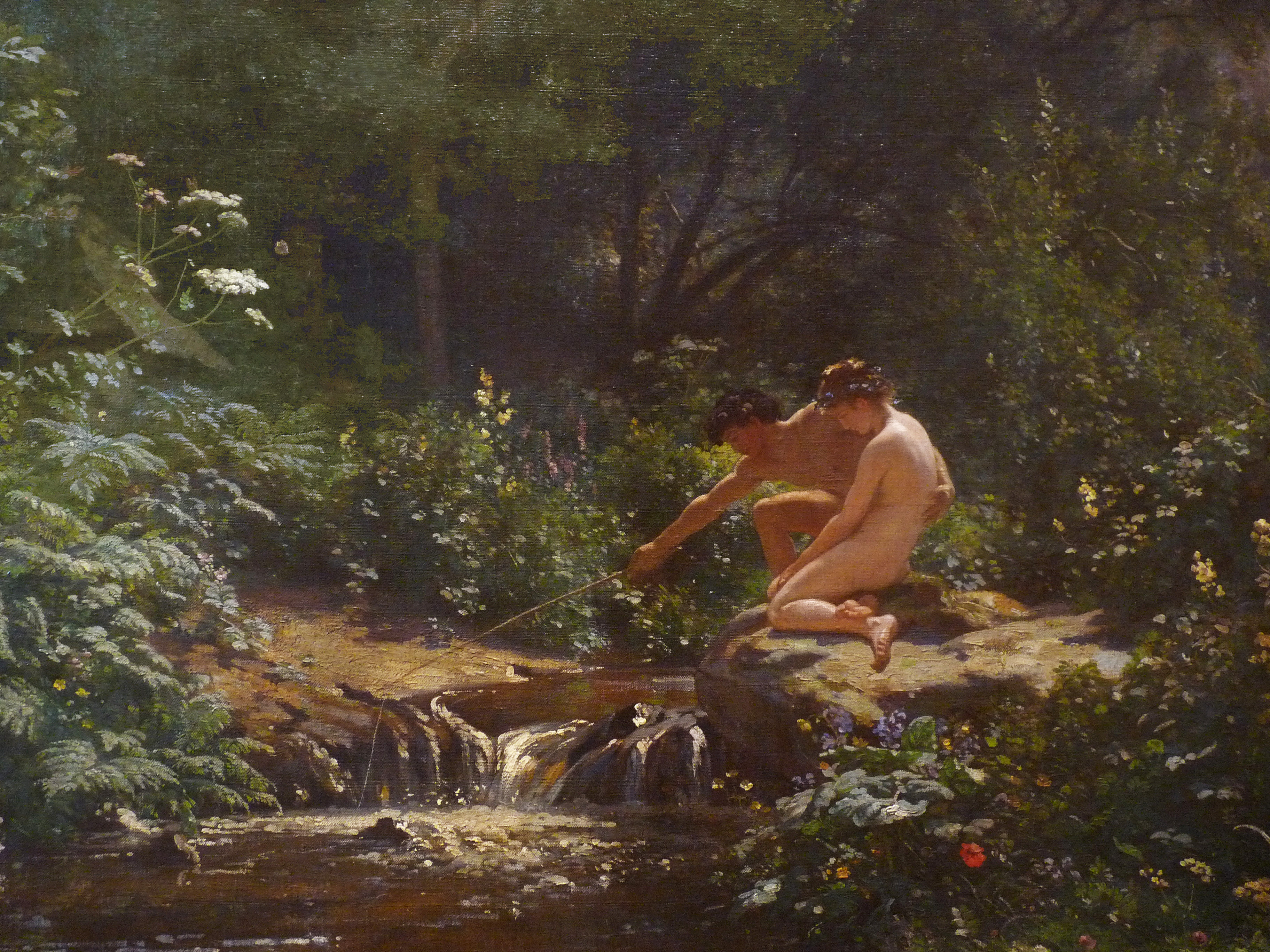
Paysage avec Daphnis et Chloé. Huile sur toile de Louis Français, 1897. Paris, Musée d'Orsay.

Les Mytiléniens envoient leur armée aux portes de Méthymne en riposte, mais Méthymne préfère rendre le butin du pillage sans déclencher de guerre : la paix est déclarée.
L’hiver vient. Une neige épaisse empêche Daphnis et Chloé de se voir régulièrement car Chloé reste auprès de ses parents adoptifs. Daphnis parvient à venir lui rendre visite plusieurs fois sous divers prétextes. Les parents adoptifs de Chloé apprécient Daphnis.
Au printemps, Daphnis, âgé de seize ans, devient plus téméraire vis-à-vis de Chloé. L’idée lui vient d’essayer d’imiter avec Chloé ce que font les béliers et les chèvres qui s’accouplent, mais leurs tentatives maladroites sont infructueuses, et Daphnis est triste car il se rend compte qu’« en matière d’amour, [il en sait] encore moins qu’un bélier ».
Lycénion, la femme d’un voisin, souhaite satisfaire ses désirs avec Daphnis. Sous un prétexte, elle l’emmène dans un bois et lui apprend « les gestes de l’amour ». Lycénion le met toutefois en garde sur le fait que cela sera différent avec Chloé qui, encore vierge, criera, pleurera et saignera la première fois. Daphnis décide donc de repousser ce moment.
L’été arrive et de nombreux prétendants demandent la main de Chloé à ses parents adoptifs. Daphnis fait de même, et les Nymphes en font le prétendant le plus sérieux en lui permettant de trouver une bourse de trois mille drachmes ramenée par les vagues. Le mariage est prévu pour le printemps suivant.

### Livre IV
Dionysophanès, le propriétaire des terres de Lamon, fait annoncer sa visite. Il devra donner son accord pour que soit prononcé le mariage entre Daphnis et Chloé. Jaloux, un autre prétendant de Chloé, nommé Lampis, saccage le jardin de Lamon. Dionysophanès, ainsi que son fils Astylos qui vient accompagné de son parasite Gnathon, arrivent pour inspecter les lieux ; Astylos, arrivé avant Dionysophanès, accepte de croire, après que Daphnis l'a supplié de lui faire confiance, que le jardin a été saccagé et que Lamon n’est pas en cause. Grâce à un mensonge, Astylos convainc son père que les fleurs ont été piétinées par ses chevaux.

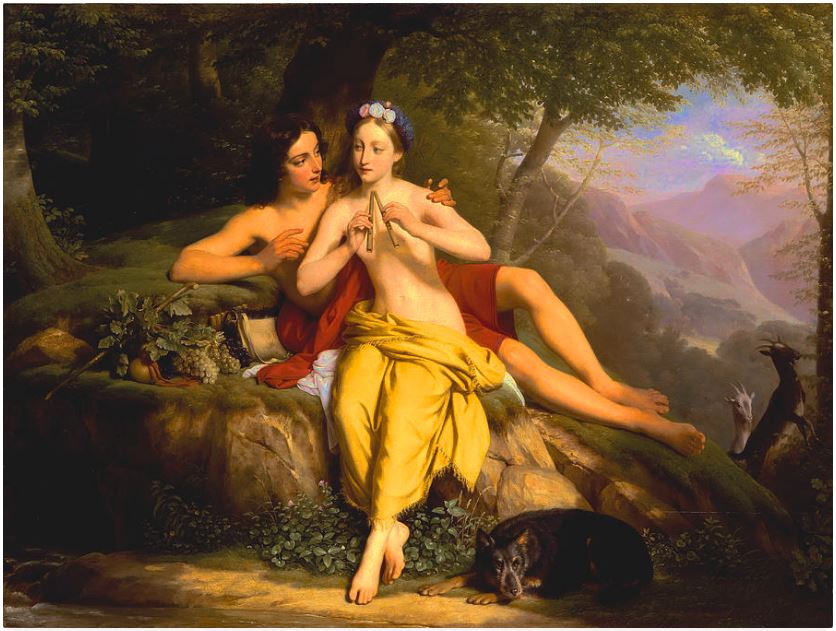
Daphnis et Chloé. Huile sur toile de Louise Marie-Jeanne Hersent (1784-1862).

Gnathon, homosexuel, s’intéresse au jeune Daphnis et, malgré le refus vigoureux de ce dernier, veut en faire son amant. Astylos, peu regardant, accepte de prendre Daphnis comme esclave pour que Gnathon puisse en faire son mignon à la ville. Cependant, Lamon refuse que son fils adoptif soit emmené à la ville pour une telle raison et avoue à Dionysophanès que Daphnis n’est pas son fils naturel et que le garçon est d’une condition supérieure, si l’on en croit les objets de reconnaissance qu’il avait trouvés auprès de l’enfant. En voyant ces objets, conservés par Lamon, Dionysophanès comprend que Daphnis est son propre fils. Dionysophanès avait fait exposer Daphnis, qui était son quatrième enfant, peu après sa naissance.
Daphnis est immédiatement nommé maître du domaine de Lamon et offre ses outils de chevrier aux dieux. Lampis en profite pour enlever Chloé, pensant que Daphnis ne l’aime plus. Mais Gnathon est prévenu et, pour se faire pardonner de Daphnis, lui ramène Chloé. Dionysophanès accepte le mariage de son fils avec Chloé tout en cherchant à savoir qui est le véritable père de Chloé. Il invite l’aristocratie de Mytilène à un banquet et montre les objets de reconnaissance de la jeune fille. Un vieil homme du nom de Mégaclès reconnaît ainsi Chloé, la fille qu’il avait abandonnée lorsqu’il était pauvre. Daphnis et Chloé se marient. Ils continueront de s’occuper de leurs chèvres et brebis, à la campagne. Pour l’heure, ils connaissent leur première nuit d’amour véritable, au soir de leur mariage, et Chloé comprend que tout ce qui a précédé n’était que « des jeux de bergers ».

## Analyse

### Un roman original
Il s'agit du plus célèbre des romans grecs. Toutefois, il détonne par rapport aux autres œuvres du genre et occupe une place à part dans le genre du roman grec. 
Ainsi, il met en scène de simples bergers, pas des membres de la classe supérieure (mais tout rentre dans l'ordre à la fin, puisque Daphnis et Chloé sont en fait des enfants de riches bourgeois). Contrairement aux règles du genre, l'aventure y occupe très peu de place, il n'y a pas de long voyage, pas de coup de foudre; on n'y trouve pas non plus les invraisemblances que présentent en général ces romans. En outre, il n'y a pas de visée moralisatrice. Le récit, assez bref, est plutôt une analyse et une description de la naissance et des progrès de l'amour,.

### Simplicité et profondeur
Le propos en est très simple : les quatre livres de l'ouvrage racontent l'éducation sentimentale de deux adolescents, de l'apparition de l'amour jusqu'à sa consommation. 
Toutefois, cette simplicité n'est qu'apparente, et le prologue, dans lequel Longus se met en scène, donne une clé de lecture importante du texte : la confrontation entre la nature et la culture, qui se termine toujours à l'avantage de la culture. Ainsi, l'auteur relève dans son prologue que la beauté du parc où il chasse est surpassée par celle d'un tableau qu'il y trouve : « En l'île de Lesbos, chassant dans un bois consacré aux Nymphes, je vis la plus belle chose que j'aie jamais vue en ma vie, une image peinte, une histoire d'amour. ». Et c'est en voyant cette œuvre d'art que Longus voudra rivaliser avec elle par l'écriture.

### Une œuvre de divertissement pour un public cultivé
Toutefois, note Suzanne Saïd, son roman est une œuvre de divertissement, tout comme les autres romans grecs, qu'on peut rapprocher des romans-feuilletons ou des séries télévisées. Il se veut une sorte d'« acquisition » d'« acquisition plaisante » qui s'oppose de manière implicite à une « acquisition pour toujours » qui serait constituée par l'ouvrage d'un historien comme Thucydide. 
Ce qui n'empêche pas Longus de s'adresser au même public que celui qui lit Thucydide et d'autres ouvrages sérieux : des citadins aisés, qui peuvent s'identifier aux personnages principaux parce que, comme eux, ils font partie de ce qu'on pourrait appeler « la classe de loisir », des gens instruits, qui ont des lettres, à qui la culture permet donc, d'une manière générale, d'apprécier la qualité d'un ouvrage, ses allusions littéraires, ses parodies, ses ruptures éventuelles dans les conventions du genre.

## Traductions de l'époque moderne
Dès le XVIe siècle, le roman fait l'objet de traductions en français, anglais, italien et espagnol.

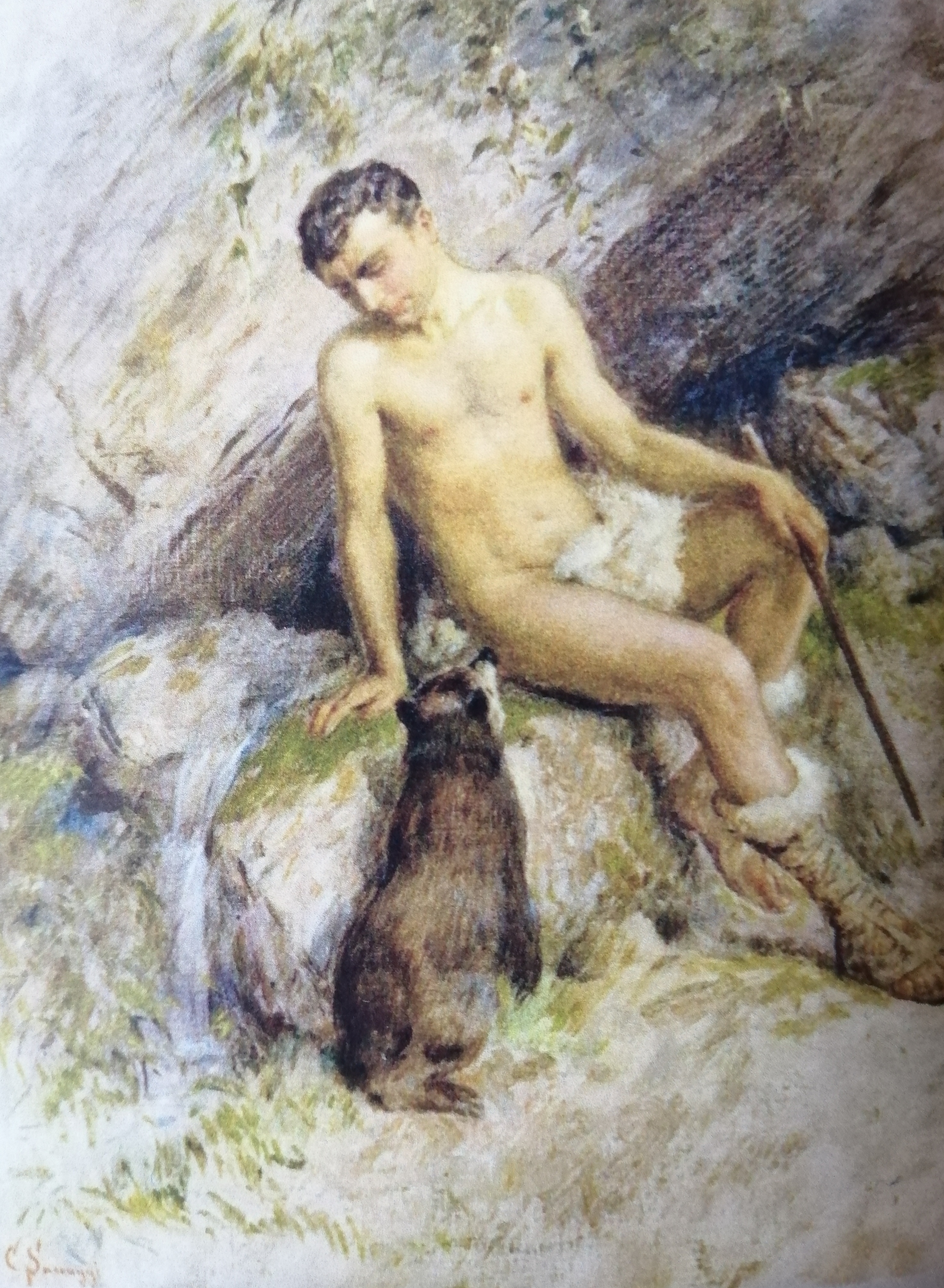
Berger d'Arcadie. Travail d'inspiration néoclassique de Cesare Saccaggi, 1927.

En français, Daphnis et Chloé est traduit par Jacques Amyot en 1559. Son travail a été par la suite complété et corrigé par Paul-Louis Courier, qui a cependant su en garder le caractère spécifique.
Le roman connu jusque vers 1800 présentait une lacune, un passage censuré parce que jugé licencieux. Paul-Louis Courier découvrit en novembre 1809 à Florence un manuscrit intégral du roman, qui lui permit d'en donner une traduction plus complète. 
Mais il fut accusé d'avoir renversé volontairement son encrier sur le manuscrit après avoir copié la page qui manquait. Les savants italiens en furent enragés[pas clair], surtout ceux qui avaient donné « la plus exacte description » du manuscrit.

## Daphnis et Chloédans la culture de l'Europe occidentale

### Littérature
Le roman va nourrir le roman pastoral, un genre littéraire qui sera très apprécié et connaîtra un vif succès aux XVIe et XVIIe siècles et influencé par des auteurs comme Shakespeare dans Le Conte d'hiver ou Honoré d'Urfé (La Sireine). Goethe admira l'ouvrage, qu'il qualifie en 1831 de « chef-d'œuvre dans lequel l'Entendement, l'Art et le Goût apparaissent à leur point culminant, et à côté duquel le bon Virgile passe un peu à l'arrière-plan. », et Rousseau s'en inspira dans un bref poème qui porte le même titre, et on en retrouve maintes traces dans le célèbre  Paul et Virginie, de Bernardin de Saint-Pierre ou dans Atala, le roman court de Chateaubriand.
Colette cite l'œuvre dans Le Blé en herbe (1923) car l'intrigue est proche, deux adolescents y découvrant l'amour. Raymond Radiguet y fait également allusion dans Le Diable au corps (1923), tout comme Victor Hugo, de façon brève, dans L'Homme qui rit : « Ce Daphnis des ténèbres prenait la fuite devant cette Chloé de l'ombre », en parlant de deux orphelins, Gwynplaine, défiguré, et Déa, aveugle, s'aimant par leurs différences.

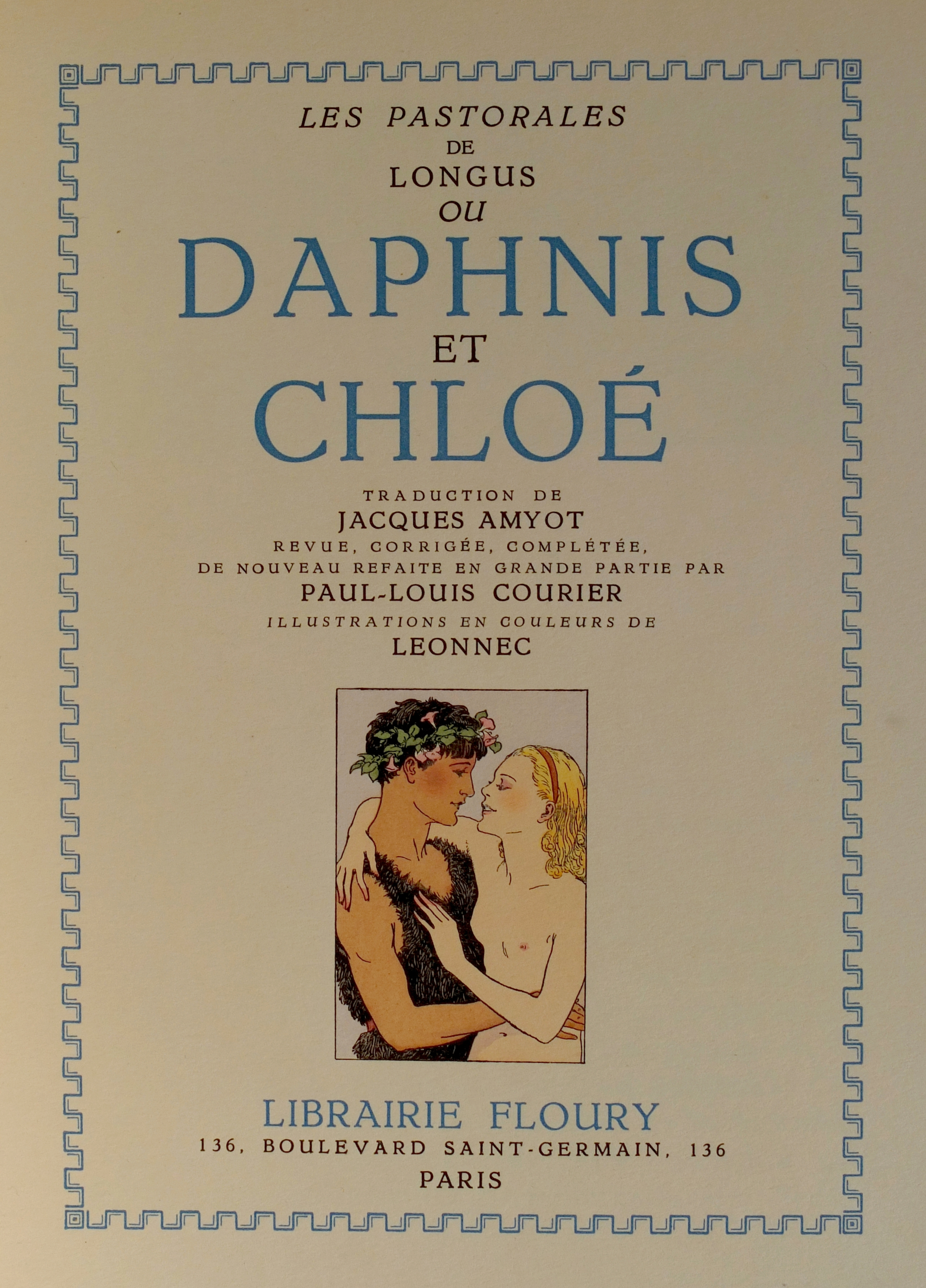
Page de titre de l'édition 1934, Librairie Floury, illustrateur Georges Léonnec.

Lycenion qui initie Daphnis au mystères de l'amour est cité dans le roman érotique Teleny, attribué à Oscar Wilde.
Du côté de la littérature étrangère, Yukio Mishima s'en inspire dans Le Tumulte des flots (1954). Le livre de Longus est cité par Vassili Grossman au chapitre 58 de la première partie de son roman Vie et Destin (1962), ainsi que, à de nombreuses reprises, par Milan Kundera dans Le Livre du rire et de l'oubli (1979) — publié en français, mais d'abord écrit en tchèque. Et c'est encore à partir de ce roman que l'écrivain Gheorghe Crăciun écrit Composition aux parallèles inégales (1999) en faisant revivre le couple mythique dans la Roumanie des années 1980.

### Ballet
L'histoire d'amour entre Daphnis et Chloé inspire, dès le XVIIIe siècle, des chorégraphes comme Alexis Blache en 1790, Pierre Gardel en 1803, Albert en 1830.
Trois ballets sont plus connues :
- Daphnis et Chloé de Michel Fokine sur une musique de Maurice Ravel (créé le 8 juin 1912 au Théâtre du Châtelet de Paris) ;

- Daphnis et Chloé de George Skibine sur la même musique de Ravel (créé le 3 juin 1959 à l'Opéra de Paris) ;

- Daphnis é Chloé de Jean-Claude Gallotta sur une musique de Henry Torgue et Serge Houppin (créé en 1982 au Festival d'Avignon).

### Arts plastiques
L'œuvre de Longus a inspiré plusieurs plasticiens. En 1947, Marianne Clouzot, aquafortiste, illustre le texte. De 1952 à 1956, Marc Chagall peint quarante-deux gouaches illustrant le texte de Longus.

### Cinéma
- Daphnis et Chloé, film d'Oréstis Láskos sorti en 1931 ;
- Daphnis et Chloé 66, film de Mika Zaharopoulou sorti en 1966.

### Traductions
- Les Amours pastorales de Daphnis et Chloé (traduites du grec de Longus par Amyot), Paris, P. Didot l'Aîné, 1800, viii, 200 (lire en ligne)
- Les Pastorales de Longus (trad. Paul-Louis Courier), Paris, Chez J.S. Merlin, 1825, xii + 337 (lire en ligne)La traduction est suivie d'un « Avertissement du traducteur sur la Lettre à M. Renouard »  et de la « Lettre à M. Renouard, libraire, sur une tache faite à un manuscrit de Florence », p. 271-336.
- Romans grecs et latins (Édition et trad. du latin et du grec ancien par Pierre Grimal), Paris, Gallimard, coll. « Bibliothèque de la Pléiade », 1958, 1584 p. (ISBN 978-2-070-10482-6)La traduction de Daphnis et Chloé donnée dans ce volume a été rééditée en 1973, Gallimard, coll. « Folio Classiques », p. 192
- Pastorales : Daphnis et Chloé (texte établi et traduit par Jean-René Vieillefond) (édition bilingue), Paris, Les Belles Lettres, coll. « Collection des universités de France / Série grecque » (no 313), 2019 (1re éd. 1987), CCXXI-166 p. (ISBN 978-2-251-00383-2, présentation en ligne)
- Daphnis et Chloé (trad. Aline Tallet-Bonvalot, suivi de Musée, Héro et Léandre), Paris, Garnier-Flammarion, 1999, 168 p. (ISBN 978-2-080-70819-9)
- (en) Daphnis and Chloe (trad. et introduction, Paul Turner), Londres, Penguin Books, 1989, 128 p. (ISBN 978-0-140-44059-1).

#### Éditions d'art (trad. Amyot et Courier)
- Les Pastorales ou Daphnis et Chloé (ill. Pierre Bonnard, 151 lithographies), Paris, Ambroise Vollard, 1902
- Les Pastorales ou Daphnis et Chloé (ill. Georges Léonnec, 16 gravures en couleur pleine page), Paris, Librairie Floury, 1934
- Les Pastorales ou Daphnis et Chloé (ill. Paul-Emile Bécat 21 gravures en couleur), Paris, Le Vasseur et Cie Éditeurs Floury, 1939
- Daphnis et Chloé (ill. Louis Touchagues, 85 gravures en texte et hors texte, certaines en couleur), Paris, Editions du Bélier, 1945
- Les Pastorales ou Daphnis et Chloé (ill. Marianne Clouzot eaux-fortes), Paris, La Tradition, 1947

### Études

#### Ouvrages
- Sophie Lalanne, Une éducation grecque. Rites de passages et construction des genres dans le roman grec ancien, Paris, La Découverte, coll. « Textes à l'appui », 2006, 312 p. (ISBN 978-2-707-14365-5)
- (en) Bruce Duncan MacQueen, Myth, Rhetoric and Fiction. A Reading of Longus's Daphnis and Chloe, Lincoln - Londres, University of Nebraska Press, 1990, xviii-280 (ISBN 978-0-803-23137-5, présentation en ligne)
- (en) R.L. Hunter, A Study of Daphnis and Chloe, Cambridge, Cambridge University Press, 2008 (1re éd. 1983), 148 p. (ISBN 978-0-521-04137-9).
- Suzanne Saïd, Monique Trédé et Alain Le Boulluec, Histoire de la littérature grecque, Paris, PUF, 2019  / 4e éd. mise à jour, 724 p. (ISBN 978-2-130-82079-6).

#### Articles et chapitres d'ouvrage
- Alain Billault, « La nature dans Daphnis et Chloé », Revue des Études Grecques, vol. 109,‎ juillet-décembre 1996, p. 506-526 (lire en ligne)
- André Cheyns, « Le dieu Pan et l'expression de la violence dans Daphnis et Chloé », dans Bernard Pouderon (dir.), Les Personnages du roman grec (Actes du colloque de Tours, 18-20 novembre 1999), Lyon, Maison de l'Orient et de la Méditerranée Jean Pouilloux, 2001, 464 p. (lire en ligne), p. 165-180
- Ewen L. Bowie, « Vertus de la campagne, vices de la cité dans Daphnis et Chloé de Longus », dans Bernard Pouderon, Cécile Bost-Pouderon (Dir.), Passions, vertus et vices dans l'ancien roman (Actes du colloque de Tours, 19-21 octobre 2006), Lyon, Maison de l'Orient et de la Méditerranée Jean Pouilloux, 2009 (lire en ligne), p. 13-22
- Cécile Daude, « Signes de distinction dans le roman de Longus Daphnis et Chloé », dans Michel Fartzoff, Élisabeth Smadja, Évelyne Geny (Dir.), Pouvoir des hommes, signes des Dieux dans le monde antique (Actes des rencontres de Besançon (1999-2000)), Besançon, Institut des Sciences et Techniques de l'Antiquité, 2002, 226 p. (ISBN 2-84627-078-3, lire en ligne), p. 135-156
- Catherine Dobias, « Que faisait Dryas en sa vigne ? Longus, Daphnis et Chloè, 1, 19, 1 », dans Pascale Brillet-Dubois, Édith Parmentier (Dir.), Φιλολογία. Mélanges offerts à Michel Casevitz, Lyon, Maison de l'Orient et de la Méditerranée Jean Pouilloux,‎ 2006, 381 p. (ISBN 978-2-903-26428-4, lire en ligne), p. 253-259
- Bruce Duncan MacQueen, « Pleasure and instruction in the Prologue of Longus’Daphnis and Chloe », Symbolae Philologorum Posnaniensium Graecae et Latinae, vol. XIX,‎ 2009, p. 95-120 (lire en ligne)
- (en) Paul Turner, « Daphnis and Chloe: An Interpretation », Greece and Rome, vol. 7, no 2,‎ 1960, p. 117-123 (lire en ligne).
- (en) Paul Turner, « Novels, Ancient and Modern », Novel: A Forum on Fiction, vol. 2, no 1,‎ automne 1968, p. 15-24 (lire en ligne).

### Version audio
- Daphnis et Chloé